# Кам'янка (притока Очеретоватої)
Кам'янка — річка в центральній частині Донецької області України, ліва притока Очеретоватої.
Бере свій початок річка в Авдіївці.